# 1968 год в литературе

## Премии

### Международные
- Нобелевская премия по литературе — Ясунари Кавабата, «За писательское мастерство, которое передаёт сущность японского сознания».

### Австрия
- Австрийская государственная премия по европейской литературе — Вацлав Гавел.

### Великобритания
- Премия Сомерсета Моэма — Шеймас Хини.

### Израиль
- Государственная премия Израиля за литературу на иврите:
  - Натан Альтерман;
  - Авигдор Хамеири.

### СССР
- Ленинская премия в области литературы — не присуждалась
- Государственная премия СССР в области литературы:
  - Чингиз Айтматов, за повесть «Прощай, Гульсары!»;
  - Сергей Залыгин, за роман «Солёная падь»;
  - Зоя Воскресенская, за повесть «Сердце матери»
- Премия имени М. Горького:
  - Алим Кешоков, за роман «Вершины не спят»;
  - Николай Михайлов, за книгу «Моя Россия»;
  - Василий Фёдоров, за книгу стихов «Третьи петухи» и поэму «Седьмое небо»

### США
- Пулитцеровская премия за художественную книгу — Уильям Стайрон, «Признания Ната Тёрнера» (англ. The Confessions of Nat Turner).
- Пулитцеровская премия за лучшую драму — не вручалась.
- Пулитцеровская премия за поэзию — Энтони Хект, сборник стихов «Трудные часы» (англ. The Hard Hours).

### Франция
- Гонкуровская премия — Бернар Клавель, «Зимние фрукты» (фр. Les Fruits de l’hiver).
- Премия Медичи — Эли Визель, «Нищий из Иерусалима».
- Премия Ренодо — Ямбо Уологем, «Необходимость насилия» (фр. Le devoir de violence).
- Премия Фемина — Маргерит Юрсенар, «Философский камень» (фр. L'Œuvre au noir).
- Премия Фенеона — Патрик Модиано, «Площадь Звезды» (фр. La place de l'Étoile).

## Книги
- «Личный космос» — третья книга научно-фантастической серии книг писателя Филипа Хосе Фармера «Многоярусный мир».
- «Найти человека» — книга Агнии Барто о детях, потерявшихся во время Великой Отечественной войны.
- «Рассказы о пилоте Пирксе» — цикл научно-фантастических рассказов Станислава Лема.

### Романы
- «2001: Космическая одиссея» (англ. 2001: A Space Odyssey) — роман Артура Кларка.
- «Волшебник Земноморья» (англ. A Wizard of Earthsea) — роман Урсулы Ле Гуин.
- «Глас Господа» (пол. Głos Pana) — роман Станислава Лема.
- «Заповедник гоблинов» (англ. The Goblin Reservation) — роман Клиффорда Саймака.
- «Кругом одни констебли» (англ. «Clutch of Constables») — роман Найо Марш.
- «Мечтают ли андроиды об электроовцах?» (англ. Do Androids Dream of Electric Sheep?) — роман Филипа Дика.
- «После дождичка в четверг» — роман Владимира Орлова.
- «Площадь Звезды» (фр. La place de l'Étoile) — роман Патрика Модиано.
- «Фосфорическая Джеврие» (тур. Fosforlu Cevriye) — роман Суад Дервиш.
- «Час Быка» — роман Ивана Ефремова.
- «Человек в лабиринте» (англ. The Man in the Maze)  — роман Роберта Силверберга.
- «Эвелина и её друзья» — роман Гайто Газданова.
- «Эндерби снаружи» (англ. Enderby Outside) — роман Энтони Бёрджесса.

### Повести
- «В ожидании козы» — повесть Евгения Дубровина.
- «Затоваренная бочкотара» — повесть Василия Аксёнова.
- «Летающие кочевники» — коллективная фантастическая повесть-буриме.
- «Огненный бог Марранов» — повесть Александра Волкова.
- «Плотницкие рассказы» — повесть Василия Белова.
- «Чуйские разливы» — повесть Фёдора Самохина.

### Пьесы
- «Миндаугас» (лит. Mindaugas) — драма Юстинаса Марцинкявичюса.
- «Счастливые дни несчастливого человека» — пьеса Алексея Арбузова.

### Поэзия
- «Горбунов и Горчаков» — поэма Иосифа Бродского.
- «Напр. июль» (нюнорск f.eks. juli) — дебютный сборник стихов Эльдрид Лунден.
- «Пылающий куст» (лит. Liepsnojantis krūmas) — сборник стихов Юстинаса Марцинкявичюса.
- «Через войну» — сборник стихотворений Сергея Наровчатова.

## Родились
- 11 апреля — Лукьяненко, Сергей Васильевич, русский писатель-фантаст.

## Умерли
- 29 февраля — Тор Орьясетер, норвежский поэт и драматург (родился в 1886).
- 20 апреля – Адриан Маниу, румынский поэт, драматург, переводчик и литературный критик
- 17 июня — Алексей Елисеевич Кручёных, поэт-футурист (родился в 1906).
- 18 июня — Фернанду Монтейру Каштру Сороменью, португальский, ангольский и мозамбикский писатель (род. в 1910).
- 25 июня — Хаим-Ицхок Фарбер, еврейский детский поэт и баснописец (родился в 1889).
- 23 июля — Ламажавын Ванган, монгольский прозаик, драматург, режиссёр, сценарист, литературный критик, переводчик (родился в 1920).
- 27 июля – Антон ван Дёйнкеркен, нидерландский поэт и эссеист.
- 10 сентября – Ян Фридегорд, шведский писатель (род. в 1897)
- 25 октября — Жан Шлюмберже, французский писатель, поэт и журналист (род. в 1877).
- 28 ноября — Энид Блайтон, английская детская писательница (родилась в 1897).